# Marina di Pisa
Der Badeort Marina di Pisa ist ein Ortsteil (Fraktion, italienisch frazione) von Pisa in der gleichnamigen toskanischen Provinz.

## Geografie

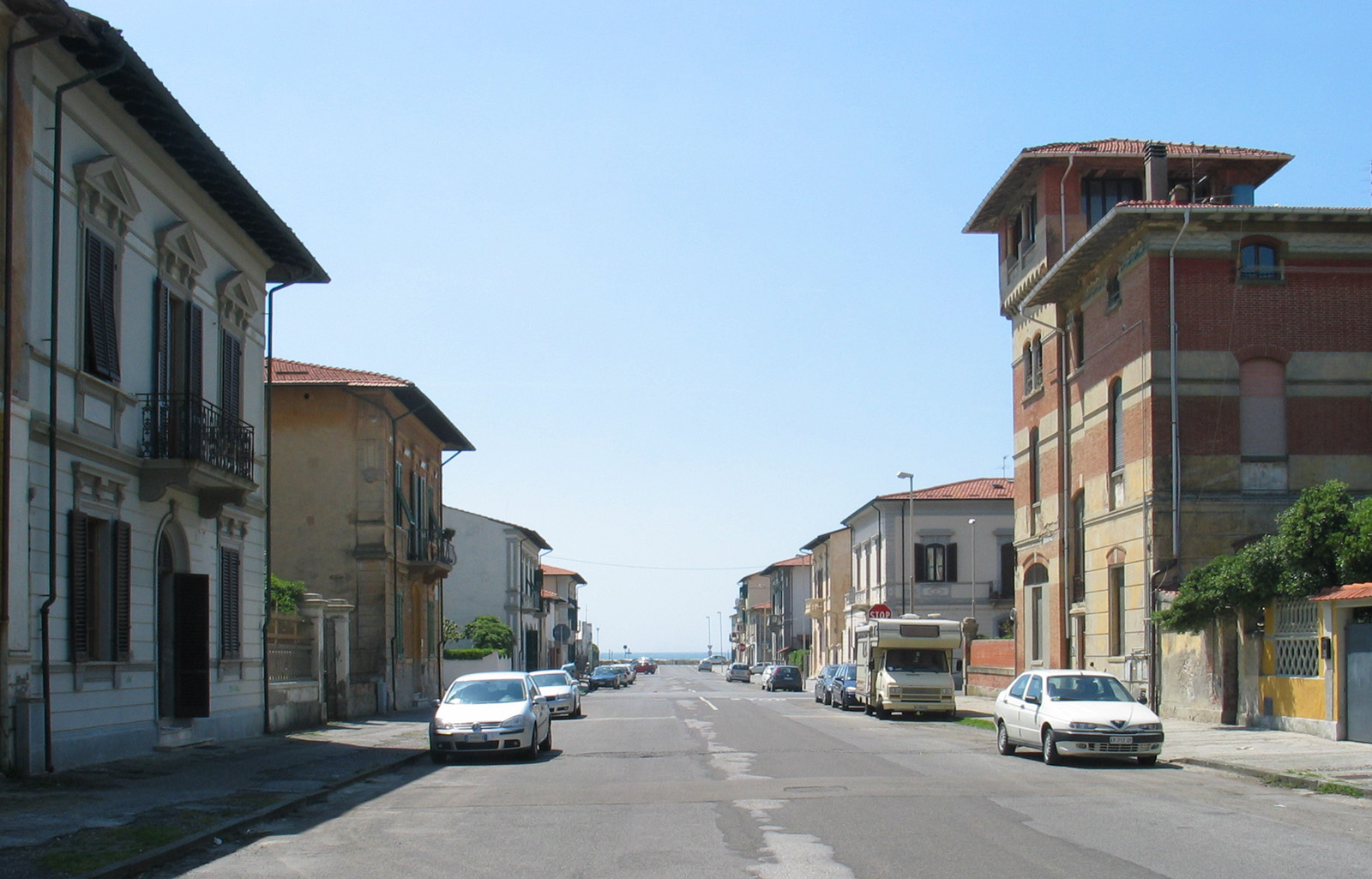
Marina di Pisa, Straße mit alten Villen

Der Ort liegt etwa elf Kilometer westlich von der Pisaner Innenstadt und hat ca. 3.600 Einwohner. Marina di Pisa erstreckt sich südlich der Mündung des Arno (Bocca d’Arno) und grenzt im Süden an das Seebad Tirrenia. Der Sandstrand dieses Gebietes erstreckt sich bis zur angrenzenden Provinz Livorno und verfügt über Strandbäder, Restaurants mit für das Meer typischer Küche sowie Freizeithäfen an der Mündung des Arno.

## Geschichte
Der um die Mitte des 19. Jahrhunderts entstandene und in der Zeit Mussolinis erweiterte Ort vermittelt mit seinen großzügigen Straßenzügen noch heute die Atmosphäre des 19. Jahrhunderts. Viele der in der Zeit des Jugendstils erbauten Villen wurden renoviert.
Der Dichter Gabriele D’Annunzio liebte den breiten Strand und das klare Wasser. Mit ihm kamen Aristokraten und schließlich auch zahlreiche andere Künstler. Man nimmt an, dass D’Annunzio hier bzw. im nahegelegenen Marina di Pietrasanta sein berühmtes Gedicht La pioggia nel pineto (Der Regen im Pinienhain) schrieb. Die unterschiedlichen künstlerischen Zeugnisse der Stadt reichen von etlichen Jugendstilmotiven bis zur nahegelegenen Basilika San Piero a Grado.

## Sehenswürdigkeiten
- Santa Maria Assunta, 1897 geweihte Kirche im südlichen Teil des Ortes.[1]
- Santa Maria Ausiliatrice, 1916 fertiggestellte Kirche im nördlichen Teil des Ortes.[2]

## Natur
Landeinwärts erstrecken sich die Waldgebiete des Parco di Migliarino, San Rossore und Massaciuccoli, der sich auf einer Fläche von 24.000 Hektar entlang der Küste ausdehnt. Im Süden beginnt er kurz nach Livorno und endet im Norden mit Viareggio. Die Grenze im Landesinneren stellt die Via Aurelia dar. Der faszinierendste Teil des Parks ist das Gebiet um den See Lago di Massaciuccoli, dessen Sümpfe die größten der Toskana sind.